# IC 4634
IC 4634 је планетарна маглина у сазвјежђу Змијоноша која се налази на листи објеката дубоког неба у Индекс каталогу.
Деклинација објекта је - 21° 49' 32" а ректасцензија 17h 1m 33,6s. Привидна величина (магнитуда) објекта IC 4634 износи 10,9 а фотографска магнитуда 10,7. IC 4634 је још познат и под ознакама PK 0+12.1, ESO 587-PN1, CS=13.8.